# UFC 4
UFC 4: Revenge of the Warriors fue un evento de artes marciales mixtas producido por la Ultimate Fighting Championship (UFC) el 16 de diciembre de 1994 desde el Expo Center Pavilion en Tulsa, Oklahoma. El evento fue visto en vivo por pago por visión, y posteriormente sacado para el vídeo casero.

## Historia
UFC 4 utilizó un formato de torneo de ocho hombres, recibiendo el ganador 64 000 dólares. El evento también contó con tres peleas alternativas. Las siete peleas del torneo se emitieron en vivo por pago por visión.

## Resultados
1. ↑  Steve Jennum se retiró debido a una lesión. Fue reemplazado por Marcus Bossett.

## Desarrollo
|  | Cuartos de final | Cuartos de final | Cuartos de final |               |                 | Semifinal       | Semifinal | Semifinal |  |              | Final        | Final | Final |  |
|  |                  |                  |                  |               |                 |                 |           |           |  |              |              |       |       |  |
|  |                  |                  |                  |               |                 |                 |           |           |  |              |              |       |       |  |
|  | Royce Gracie     | Royce Gracie     | SUM              |               |                 |                 |           |           |  |              |              |       |       |  |
|  | Royce Gracie     | Royce Gracie     | SUM              |               |                 |                 |           |           |  |              |              |       |       |  |
|  | Ron van Clief    | Ron van Clief    | 3:59             |               |                 |                 |           |           |  |              |              |       |       |  |
|  | Ron van Clief    | Ron van Clief    | 3:59             |               | Royce Gracie    | Royce Gracie    | SUM       |           |  |              |              |       |       |  |
|  |                  |                  |                  |               | Royce Gracie    | Royce Gracie    | SUM       |           |  |              |              |       |       |  |
|  |                  |                  | Keith Hackney    | Keith Hackney | 5:32            |                 |           |           |  |              |              |       |       |  |
|  | Keith Hackney    | Keith Hackney    | Keith Hackney    | Keith Hackney | 5:32            | SUM             |           |           |  |              |              |       |       |  |
|  | Keith Hackney    | Keith Hackney    |                  |               |                 |                 |           |           |  |              |              |       |       |  |
|  | Joe Son          | Joe Son          | 2:44             |               |                 |                 |           |           |  |              |              |       |       |  |
|  | Joe Son          | Joe Son          | 2:44             |               |                 |                 |           |           |  | Royce Gracie | Royce Gracie | SUM   |       |  |
|  |                  |                  |                  |               |                 |                 |           |           |  | Royce Gracie | Royce Gracie | SUM   |       |  |
|  |                  |                  | Dan Severn       | Dan Severn    | 15:49           |                 |           |           |  |              |              |       |       |  |
|  | Steve Jennum     | Steve Jennum     | Dan Severn       | Dan Severn    | 15:49           | SUM             |           |           |  |              |              |       |       |  |
|  | Steve Jennum     | Steve Jennum     |                  |               |                 |                 |           |           |  |              |              |       |       |  |
|  | Melton Bowan     | Melton Bowan     | 4:47             |               |                 |                 |           |           |  |              |              |       |       |  |
|  | Melton Bowan     | Melton Bowan     | 4:47             |               | Marcus Bossett1 | Marcus Bossett1 | 0:52      |           |  |              |              |       |       |  |
|  |                  |                  |                  |               | Marcus Bossett1 | Marcus Bossett1 | 0:52      |           |  |              |              |       |       |  |
|  |                  |                  | Dan Severn       | Dan Severn    | SUM             |                 |           |           |  |              |              |       |       |  |
|  | Dan Severn       | Dan Severn       | Dan Severn       | Dan Severn    | SUM             | SUM             |           |           |  |              |              |       |       |  |
|  | Dan Severn       | Dan Severn       |                  |               |                 |                 |           |           |  |              |              |       |       |  |
|  | Anthony Macias   | Anthony Macias   | 1:45             |               |                 |                 |           |           |  |              |              |       |       |  |
|  | Anthony Macias   | Anthony Macias   | 1:45             |               |                 |                 |           |           |  |              |              |       |       |  |
|  |                  |                  |                  |               |                 |                 |           |           |  |              |              |       |       |  |

1Steve Jennum se retiró debido a una lesión. Fue reemplazado por Marcus Bossett.